# ルドルフ・オットー・フォン・オッテンフェルト
ルドルフ・オットー・フォン・オッテンフェルト（Rudolf Otto von Ottenfeld、1856年7月21日 - 1913年7月26日）は、オーストラリアの画家である。戦争を題材にした作品で知られている。ウィーン分離派の創設メンバーで、プラハの美術アカデミーの教授も務めた。

## 略歴
当時オーストラリアが支配していた北イタリアのヴェローナで、軍人の息子に生まれたが、父親は1866年に戦死した。1874年から1881年の間、ウィーン美術アカデミーでカール・ヴュルツィンガーやレオポルト・カール・ミュラー、ヨーゼフ・マティアス・トレンクヴァルトに学び、1881年からダルマチアで活動した後、1883年から1893年まではミュンヘンで活動した後、1893年から1900年までウィーンで活動した。1892年にミュンヘンで開催された第6回国際美術展では、審査員を務めた。
1895年に、18世紀から1867年までのオーストリア軍の歴史に関する書籍の挿絵を描き、この挿絵は当時参考資料になっている。
ウィーン分離派の創設メンバーになり、分離派の運営委員会に所属した 。分離派の機関誌「ヴェール・サクルム」（Ver sacrum)の4号の表紙をデザインした。
1899年にユリウス・マジャーク（Julius Mařák: 1832-1899）が亡くなった後、プラハの美術アカデミーの教授になり、13年間その仕事を続け、プラハで亡くなった。

## 作品

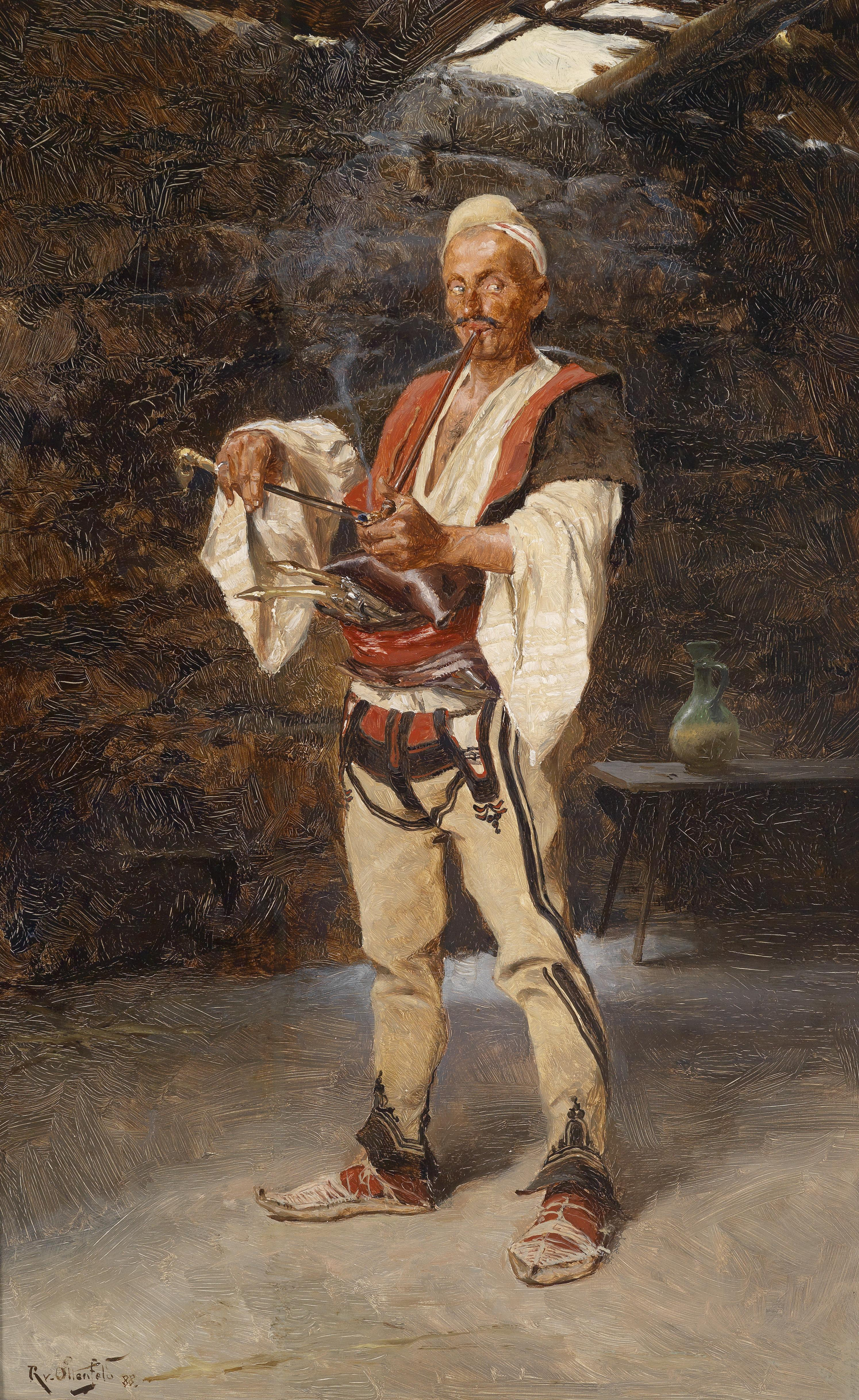
モンテネグロ人 (1888)
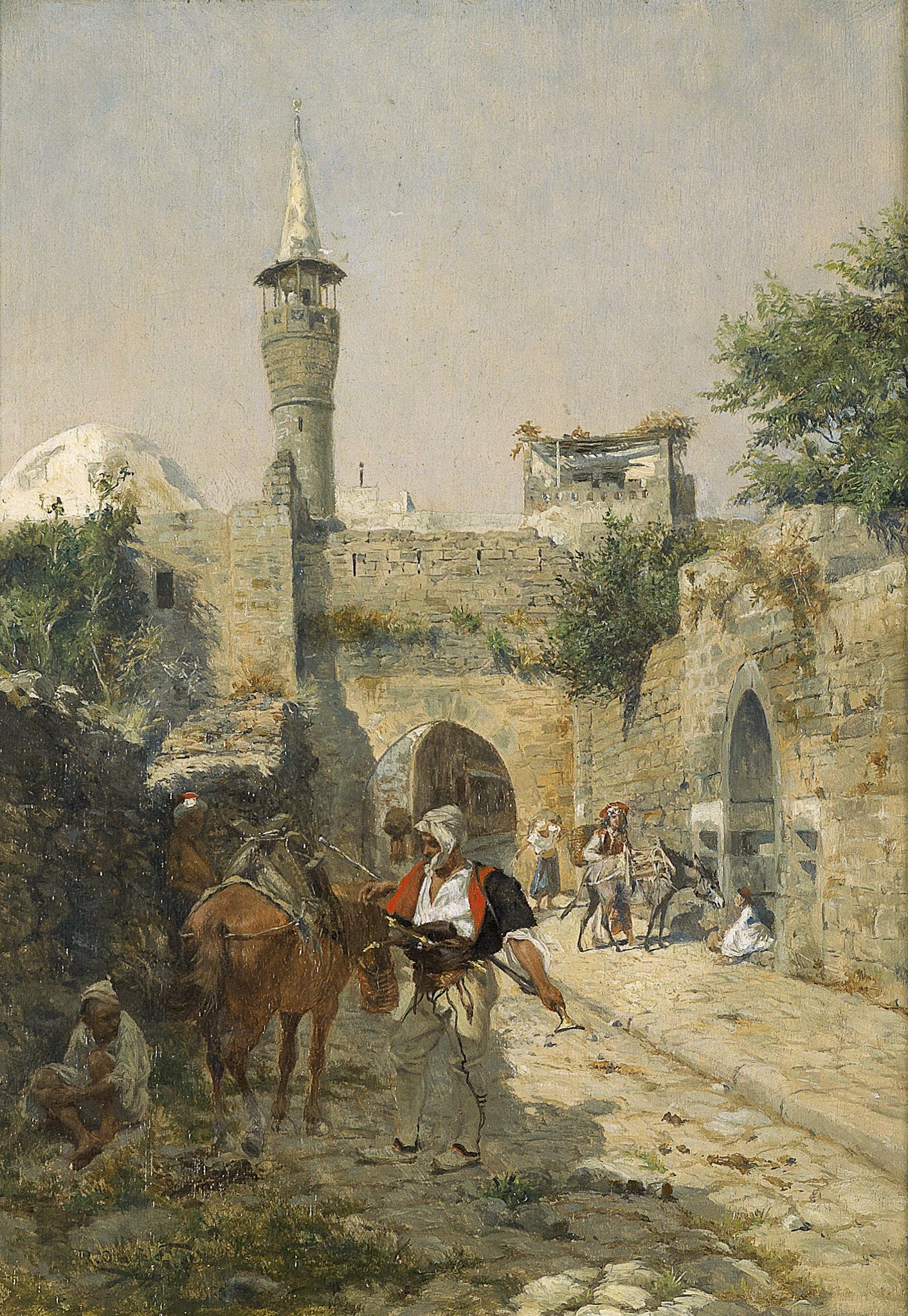
エルサレムの街並み(1887)
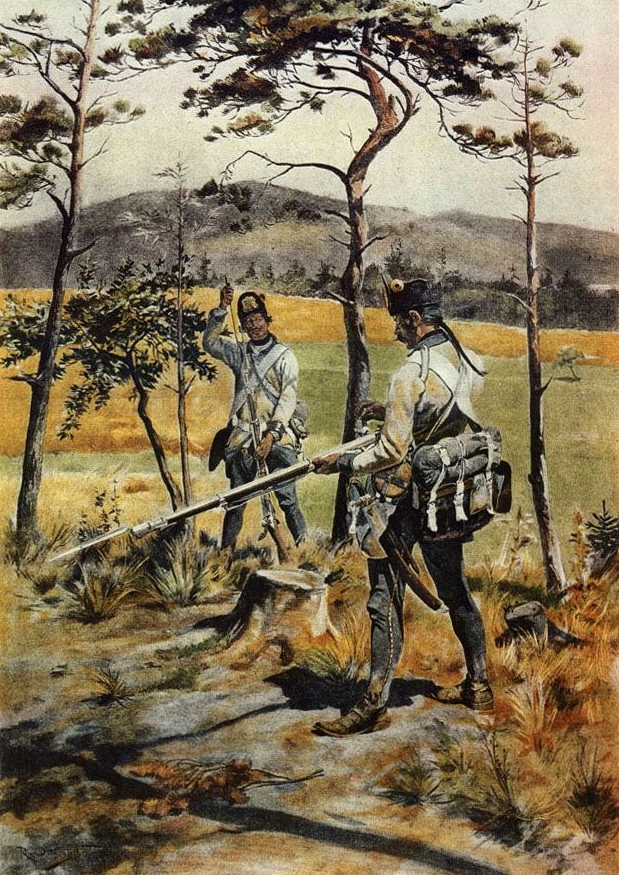
オーストラリアの軍事に関する書籍の挿絵
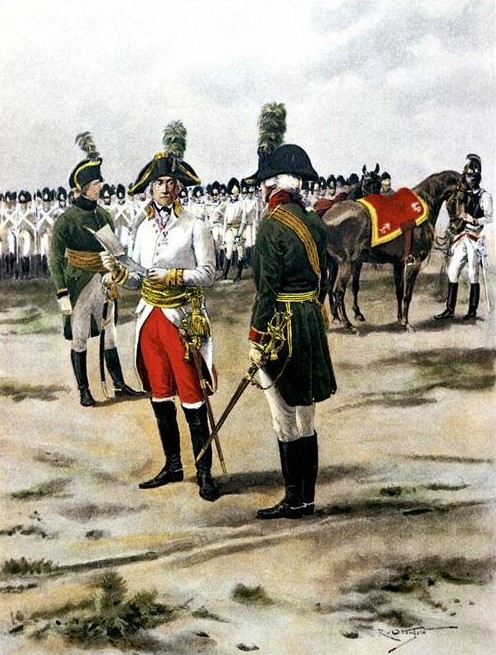